# Dan Williamson
Dan Williamson (Auckland, 30 de março de 2000) é um remador neozelandês, campeão olímpico.

## Carreira
Williamson conquistou a medalha de ouro nos Jogos Olímpicos de Verão de 2020 em Tóquio com a equipe da Nova Zelândia no oito com masculino, ao lado de Tom Mackintosh, Hamish Bond, Tom Murray, Michael Brake, Phillip Wilson, Shaun Kirkham, Matt Macdonald e Sam Bosworth, com o tempo de 5:24.64.